# Treorky
Treorky (también denominado Treorci, Treorki o Treorcky) es una zona rural del Valle inferior del río Chubut ubicado al este de Gaiman y al oeste de Trelew en la provincia del Chubut. También se lo conococe como La Bajada Mangini o "El bajo Mangini", debido a un poblador del lugar.
En la zona se ubica la Capilla Bethlehem (construida en 1908), la Escuela Provincial N° 55 y anteriormente la Estación km 81 del Ferrocarril Central del Chubut. Además, al sur de la zona, y en el límite con Drofa Dulog, se encuentra el Puente San Cristóbal. El complejo BarZ, es de grandísima importancia en la zona. También, hay una chacra muy importante llamana La Cantábrica, ubicada cerca de la antigua estación. Cabe destacar que en algunas chacras del lugar, se produce vino.

## Mapa

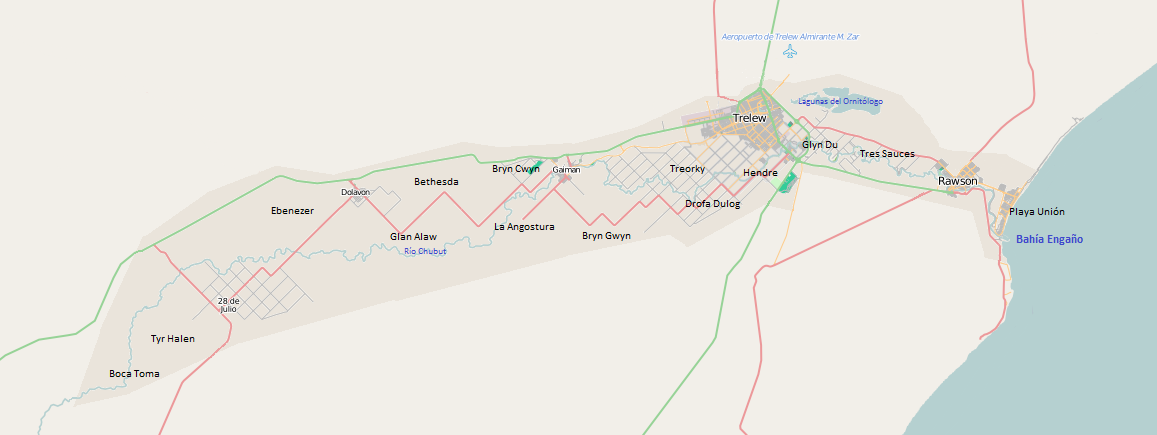
Mapa del valle con las localidades y zonas rurales